# 阿山郡

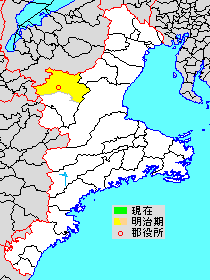
三重県阿山郡の範囲

阿山郡（あやまぐん）は、三重県にあった郡。

## 郡域
1896年（明治29年）に行政区画として発足した当時の郡域は、伊賀市の一部（概ね島ヶ原、法花、七本木、大内、守田町、四十九町、下友生、中友生、界外、上友生、蓮池、高山、坂下以北）にあたる。

## 歴史

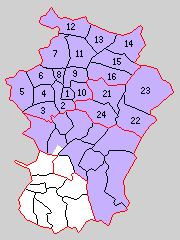
1.上野町 2.小田村・城南村 3.花之木村 4.長田村 5.島ヶ原村 6.新居村 7.丸柱村 8.三田村 9.府中村 10.中瀬村 11.河合村 12.玉滝村 13.鞆田村 14.東柘植村 15.西柘植村 16.壬生野村 21.山田村 22.布引村 23.阿波村 24.友生村（紫：伊賀市）

- 明治29年（1896年）4月1日 - 郡制の施行のため、阿拝郡・山田郡の区域をもって発足。全域が現・伊賀市。（1町20村）
  - 旧・阿拝郡（1町16村） - 上野町、小田村、城南村、花之木村、長田村、島ヶ原村、新居村、丸柱村、三田村、府中村、中瀬村、河合村、玉滝村、鞆田村、東柘植村、西柘植村、壬生野村
  - 旧・山田郡（4村） - 山田村、布引村、阿波村、友生村
- 明治30年（1897年）9月1日 - 郡制を施行。郡役所が上野町に設置。
- 大正12年（1923年）4月1日 - 郡会が廃止。郡役所は存続。
- 大正15年（1926年）7月1日 - 郡役所が廃止。以降は地域区分名称となる。
- 昭和10年（1935年）時点での当郡の面積は360.05平方km、人口は71,623人（男34,774人・女36,849人）[1]。
- 昭和16年（1941年）9月10日 - 上野町・小田村・三田村・城南村・新居村・長田村・花之木村が合併して上野市が発足し、郡より離脱。（14村）
- 昭和17年（1942年）7月1日 - 東柘植村が町制施行・改称して柘植町となる。（1町13村）
- 昭和25年（1950年）
  - 8月1日 - 府中村が上野市に編入。（1町12村）
  - 12月16日（1町10村）
    - 友生村および中瀬村の一部（荒木の一部[2]）が上野市に編入。
    - 中瀬村の残部が山田村に編入。
- 昭和29年（1954年）
  - 10月1日 - 河合村・玉滝村が合併して阿拝村が発足。（1町9村）
  - 12月20日 - 阿拝村・鞆田村が合併して阿山村が発足。（1町8村）
- 昭和30年（1955年）
  - 1月1日 - 西柘植村・壬生野村が合併して春日村が発足。（1町7村）
  - 2月1日（1町6村）
    - 阿山村と丸柱村の一部（丸柱・音羽）が合併し、改めて阿山村が発足。
    - 丸柱村の残部（比曽河内）が上野市に編入。

  - 4月13日 - 山田村・布引村・阿波村が合併して大山田村が発足。（1町4村）
  - 8月1日 - 阿山村の一部（小杉）が柘植町に編入。
- 昭和30年（1955年）8月1日 - 柘植町が鈴鹿郡関町の一部（加太の一部[3]）を編入。
- 昭和34年（1959年）3月20日 - 柘植町・春日村が合併して伊賀町が発足。（1町3村）
- 昭和42年（1967年）12月1日 - 阿山村が町制施行して阿山町となる。（2町2村）
- 平成16年（2004年）11月1日 - 伊賀町・島ヶ原村・阿山町・大山田村が上野市・名賀郡青山町と合併して伊賀市が発足。同日阿山郡消滅。

### 変遷表
| 旧 郡    | 明治以前   | 明治以前   | 明治初年 - 明治22年 | 明治22年 4月1日 | 明治22年 - 明治28年         | 明治29年 - 昭和19年            | 昭和20年 - 昭和29年           | 昭和20年 - 昭和29年     | 昭和30年 - 昭和31年         | 昭和30年 - 昭和31年         | 昭和32年 - 昭和64年         | 平成元年 - 現在        | 現在   |
| -------- | ---------- | ---------- | ------------------- | --------------- | --------------------------- | ------------------------------ | ----------------------------- | ----------------------- | --------------------------- | --------------------------- | --------------------------- | ---------------------- | ------ |
| 山 田 郡 | 川北村     | 川北村     | 川北村              | 布引村          | 布引村                      | 布引村                         | 布引村                        | 布引村                  | 昭和30年4月13日 大山田村    | 昭和30年4月13日 大山田村    | 大山田村                    | 平成16年11月1日 伊賀市 | 伊賀市 |
| 山 田 郡 | 広瀬村     | 広瀬村     | 広瀬村              | 布引村          | 布引村                      | 布引村                         | 布引村                        | 布引村                  | 昭和30年4月13日 大山田村    | 昭和30年4月13日 大山田村    | 大山田村                    | 平成16年11月1日 伊賀市 | 伊賀市 |
| 山 田 郡 | 奥馬野村   | 奥馬野村   | 奥馬野村            | 布引村          | 布引村                      | 布引村                         | 布引村                        | 布引村                  | 昭和30年4月13日 大山田村    | 昭和30年4月13日 大山田村    | 大山田村                    | 平成16年11月1日 伊賀市 | 伊賀市 |
| 山 田 郡 | 中馬野村   | 中馬野村   | 中馬野村            | 布引村          | 布引村                      | 布引村                         | 布引村                        | 布引村                  | 昭和30年4月13日 大山田村    | 昭和30年4月13日 大山田村    | 大山田村                    | 平成16年11月1日 伊賀市 | 伊賀市 |
| 山 田 郡 | 坂下村     | 坂下村     | 坂下村              | 布引村          | 布引村                      | 布引村                         | 布引村                        | 布引村                  | 昭和30年4月13日 大山田村    | 昭和30年4月13日 大山田村    | 大山田村                    | 平成16年11月1日 伊賀市 | 伊賀市 |
| 山 田 郡 | 上阿波村   | 上阿波村   | 上阿波村            | 阿波村          | 阿波村                      | 阿波村                         | 阿波村                        | 阿波村                  | 昭和30年4月13日 大山田村    | 昭和30年4月13日 大山田村    | 大山田村                    | 平成16年11月1日 伊賀市 | 伊賀市 |
| 山 田 郡 | 猿野村     | 猿野村     | 猿野村              | 阿波村          | 阿波村                      | 阿波村                         | 阿波村                        | 阿波村                  | 昭和30年4月13日 大山田村    | 昭和30年4月13日 大山田村    | 大山田村                    | 平成16年11月1日 伊賀市 | 伊賀市 |
| 山 田 郡 | 富永村     | 富永村     | 富永村              | 阿波村          | 阿波村                      | 阿波村                         | 阿波村                        | 阿波村                  | 昭和30年4月13日 大山田村    | 昭和30年4月13日 大山田村    | 大山田村                    | 平成16年11月1日 伊賀市 | 伊賀市 |
| 山 田 郡 | 下阿波村   | 下阿波村   | 下阿波村            | 阿波村          | 阿波村                      | 阿波村                         | 阿波村                        | 阿波村                  | 昭和30年4月13日 大山田村    | 昭和30年4月13日 大山田村    | 大山田村                    | 平成16年11月1日 伊賀市 | 伊賀市 |
| 山 田 郡 | 平田村     | 平田村     | 平田村              | 山田村          | 山田村                      | 山田村                         | 山田村                        | 山田村                  | 昭和30年4月13日 大山田村    | 昭和30年4月13日 大山田村    | 大山田村                    | 平成16年11月1日 伊賀市 | 伊賀市 |
| 山 田 郡 | 畑村       | 畑村       | 畑村                | 山田村          | 山田村                      | 山田村                         | 山田村                        | 山田村                  | 昭和30年4月13日 大山田村    | 昭和30年4月13日 大山田村    | 大山田村                    | 平成16年11月1日 伊賀市 | 伊賀市 |
| 山 田 郡 | 富岡村     | 富岡村     | 富岡村              | 山田村          | 山田村                      | 山田村                         | 山田村                        | 山田村                  | 昭和30年4月13日 大山田村    | 昭和30年4月13日 大山田村    | 大山田村                    | 平成16年11月1日 伊賀市 | 伊賀市 |
| 山 田 郡 | 出後村     | 出後村     | 出後村              | 山田村          | 山田村                      | 山田村                         | 山田村                        | 山田村                  | 昭和30年4月13日 大山田村    | 昭和30年4月13日 大山田村    | 大山田村                    | 平成16年11月1日 伊賀市 | 伊賀市 |
| 山 田 郡 | 中村       | 中村       | 中村                | 山田村          | 山田村                      | 山田村                         | 山田村                        | 山田村                  | 昭和30年4月13日 大山田村    | 昭和30年4月13日 大山田村    | 大山田村                    | 平成16年11月1日 伊賀市 | 伊賀市 |
| 山 田 郡 | 鳳凰寺村   | 鳳凰寺村   | 鳳凰寺村            | 山田村          | 山田村                      | 山田村                         | 山田村                        | 山田村                  | 昭和30年4月13日 大山田村    | 昭和30年4月13日 大山田村    | 大山田村                    | 平成16年11月1日 伊賀市 | 伊賀市 |
| 山 田 郡 | 千戸村     | 千戸村     | 千戸村              | 山田村          | 山田村                      | 山田村                         | 山田村                        | 山田村                  | 昭和30年4月13日 大山田村    | 昭和30年4月13日 大山田村    | 大山田村                    | 平成16年11月1日 伊賀市 | 伊賀市 |
| 山 田 郡 | 真泥村     | 真泥村     | 真泥村              | 山田村          | 山田村                      | 山田村                         | 山田村                        | 山田村                  | 昭和30年4月13日 大山田村    | 昭和30年4月13日 大山田村    | 大山田村                    | 平成16年11月1日 伊賀市 | 伊賀市 |
| 山 田 郡 | 炊村       | 炊村       | 炊村                | 山田村          | 山田村                      | 山田村                         | 山田村                        | 山田村                  | 昭和30年4月13日 大山田村    | 昭和30年4月13日 大山田村    | 大山田村                    | 平成16年11月1日 伊賀市 | 伊賀市 |
| 山 田 郡 | 甲野村     | 甲野村     | 甲野村              | 山田村          | 山田村                      | 山田村                         | 山田村                        | 山田村                  | 昭和30年4月13日 大山田村    | 昭和30年4月13日 大山田村    | 大山田村                    | 平成16年11月1日 伊賀市 | 伊賀市 |
| 阿 拝 郡 | 西明寺村   | 西明寺村   | 西明寺村            | 中瀬村          | 中瀬村                      | 中瀬村                         | 昭和25年12月15日 山田村に編入 | 山田村                  | 昭和30年4月13日 大山田村    | 昭和30年4月13日 大山田村    | 大山田村                    | 平成16年11月1日 伊賀市 | 伊賀市 |
| 阿 拝 郡 | 寺田村     | 寺田村     | 寺田村              | 中瀬村          | 中瀬村                      | 中瀬村                         | 昭和25年12月15日 山田村に編入 | 山田村                  | 昭和30年4月13日 大山田村    | 昭和30年4月13日 大山田村    | 大山田村                    | 平成16年11月1日 伊賀市 | 伊賀市 |
| 阿 拝 郡 | 高畑村     | 高畑村     | 高畑村              | 中瀬村          | 中瀬村                      | 中瀬村                         | 昭和25年12月15日 山田村に編入 | 山田村                  | 昭和30年4月13日 大山田村    | 昭和30年4月13日 大山田村    | 大山田村                    | 平成16年11月1日 伊賀市 | 伊賀市 |
| 阿 拝 郡 | 羽根村     | 羽根村     | 羽根村              | 中瀬村          | 中瀬村                      | 中瀬村                         | 昭和25年12月15日 山田村に編入 | 山田村                  | 昭和30年4月13日 大山田村    | 昭和30年4月13日 大山田村    | 大山田村                    | 平成16年11月1日 伊賀市 | 伊賀市 |
| 阿 拝 郡 | 荒木村     | 一部を除く | 荒木村              | 中瀬村          | 中瀬村                      | 中瀬村                         | 昭和25年12月15日 山田村に編入 | 山田村                  | 昭和30年4月13日 大山田村    | 昭和30年4月13日 大山田村    | 大山田村                    | 平成16年11月1日 伊賀市 | 伊賀市 |
| 阿 拝 郡 | 荒木村     | 一部       | 荒木村              | 中瀬村          | 中瀬村                      | 中瀬村                         | 昭和25年12月15日 上野市に編入 | 上野市                  | 上野市                      | 上野市                      | 上野市                      | 平成16年11月1日 伊賀市 | 伊賀市 |
| 山 田 郡 | 喰代村     | 喰代村     | 喰代村              | 友生村          | 友生村                      | 友生村                         | 昭和25年12月15日 上野市に編入 | 上野市                  | 上野市                      | 上野市                      | 上野市                      | 平成16年11月1日 伊賀市 | 伊賀市 |
| 山 田 郡 | 高山村     | 高山村     | 高山村              | 友生村          | 友生村                      | 友生村                         | 昭和25年12月15日 上野市に編入 | 上野市                  | 上野市                      | 上野市                      | 上野市                      | 平成16年11月1日 伊賀市 | 伊賀市 |
| 山 田 郡 | 蓮池村     | 蓮池村     | 蓮池村              | 友生村          | 友生村                      | 友生村                         | 昭和25年12月15日 上野市に編入 | 上野市                  | 上野市                      | 上野市                      | 上野市                      | 平成16年11月1日 伊賀市 | 伊賀市 |
| 山 田 郡 | 上友生村   | 上友生村   | 上友生村            | 友生村          | 友生村                      | 友生村                         | 昭和25年12月15日 上野市に編入 | 上野市                  | 上野市                      | 上野市                      | 上野市                      | 平成16年11月1日 伊賀市 | 伊賀市 |
| 山 田 郡 | 界外村     | 界外村     | 界外村              | 友生村          | 友生村                      | 友生村                         | 昭和25年12月15日 上野市に編入 | 上野市                  | 上野市                      | 上野市                      | 上野市                      | 平成16年11月1日 伊賀市 | 伊賀市 |
| 山 田 郡 | 中友生村   | 中友生村   | 中友生村            | 友生村          | 友生村                      | 友生村                         | 昭和25年12月15日 上野市に編入 | 上野市                  | 上野市                      | 上野市                      | 上野市                      | 平成16年11月1日 伊賀市 | 伊賀市 |
| 山 田 郡 | 下友生村   | 下友生村   | 下友生村            | 友生村          | 友生村                      | 友生村                         | 昭和25年12月15日 上野市に編入 | 上野市                  | 上野市                      | 上野市                      | 上野市                      | 平成16年11月1日 伊賀市 | 伊賀市 |
| 阿 拝 郡 | 久米村     | 久米村     | 久米村              | 小田村          | 明治27年2月13日 分立 城南村 | 昭和16年9月10日 上野市         | 上野市                        | 上野市                  | 上野市                      | 上野市                      | 上野市                      | 平成16年11月1日 伊賀市 | 伊賀市 |
| 阿 拝 郡 | 浅宇田村   | 浅宇田村   | 浅宇田村            | 小田村          | 明治27年2月13日 分立 城南村 | 昭和16年9月10日 上野市         | 上野市                        | 上野市                  | 上野市                      | 上野市                      | 上野市                      | 平成16年11月1日 伊賀市 | 伊賀市 |
| 阿 拝 郡 | 四十九村   | 四十九村   | 四十九村            | 小田村          | 明治27年2月13日 分立 城南村 | 昭和16年9月10日 上野市         | 上野市                        | 上野市                  | 上野市                      | 上野市                      | 上野市                      | 平成16年11月1日 伊賀市 | 伊賀市 |
| 阿 拝 郡 | 木興村     | 一部を除く | 木興村              | 小田村          | 明治27年2月13日 分立 城南村 | 昭和16年9月10日 上野市         | 上野市                        | 上野市                  | 上野市                      | 上野市                      | 上野市                      | 平成16年11月1日 伊賀市 | 伊賀市 |
| 阿 拝 郡 | 木興村     | 一部       | 木興村              | 上野町          | 上野町                      | 昭和16年9月10日 上野市         | 上野市                        | 上野市                  | 上野市                      | 上野市                      | 上野市                      | 平成16年11月1日 伊賀市 | 伊賀市 |
| 阿 拝 郡 | 小田村     | 一部       | 小田村              | 上野町          | 上野町                      | 昭和16年9月10日 上野市         | 上野市                        | 上野市                  | 上野市                      | 上野市                      | 上野市                      | 平成16年11月1日 伊賀市 | 伊賀市 |
| 阿 拝 郡 | 小田村     | 一部を除く | 小田村              | 小田村          | 小田村                      | 昭和16年9月10日 上野市         | 上野市                        | 上野市                  | 上野市                      | 上野市                      | 上野市                      | 平成16年11月1日 伊賀市 | 伊賀市 |
| 阿 拝 郡 | 上野村     | 一部       | 上野村              | 小田村          | 小田村                      | 昭和16年9月10日 上野市         | 上野市                        | 上野市                  | 上野市                      | 上野市                      | 上野市                      | 平成16年11月1日 伊賀市 | 伊賀市 |
| 阿 拝 郡 | 上野村     | 大部分     | 上野村              | 上野町          | 上野町                      | 昭和16年9月10日 上野市         | 上野市                        | 上野市                  | 上野市                      | 上野市                      | 上野市                      | 平成16年11月1日 伊賀市 | 伊賀市 |
| 阿 拝 郡 | 上野村     | 一部       | 明治8年 上野町      | 上野町          | 上野町                      | 昭和16年9月10日 上野市         | 上野市                        | 上野市                  | 上野市                      | 上野市                      | 上野市                      | 平成16年11月1日 伊賀市 | 伊賀市 |
| 阿 拝 郡 | 野畠       |            | 明治8年 上野町      | 上野町          | 上野町                      | 昭和16年9月10日 上野市         | 上野市                        | 上野市                  | 上野市                      | 上野市                      | 上野市                      | 平成16年11月1日 伊賀市 | 伊賀市 |
| 阿 拝 郡 | 上野町     | 一部       | 明治8年 上野町      | 上野町          | 上野町                      | 昭和16年9月10日 上野市         | 上野市                        | 上野市                  | 上野市                      | 上野市                      | 上野市                      | 平成16年11月1日 伊賀市 | 伊賀市 |
| 阿 拝 郡 | 上野町     | 一部       | 明治8年 上野町      | 小田村          | 小田村                      | 昭和16年9月10日 上野市         | 上野市                        | 上野市                  | 上野市                      | 上野市                      | 上野市                      | 平成16年11月1日 伊賀市 | 伊賀市 |
| 阿 拝 郡 | 下之庄村   | 下之庄村   | 下之庄村            | 花之木村        | 花之木村                    | 昭和16年9月10日 上野市         | 上野市                        | 上野市                  | 上野市                      | 上野市                      | 上野市                      | 平成16年11月1日 伊賀市 | 伊賀市 |
| 阿 拝 郡 | 法花村     | 法花村     | 法花村              | 花之木村        | 花之木村                    | 昭和16年9月10日 上野市         | 上野市                        | 上野市                  | 上野市                      | 上野市                      | 上野市                      | 平成16年11月1日 伊賀市 | 伊賀市 |
| 阿 拝 郡 | 大野木村   | 大野木村   | 大野木村            | 花之木村        | 花之木村                    | 昭和16年9月10日 上野市         | 上野市                        | 上野市                  | 上野市                      | 上野市                      | 上野市                      | 平成16年11月1日 伊賀市 | 伊賀市 |
| 阿 拝 郡 | 長田村     | 長田村     | 長田村              | 長田村          | 長田村                      | 昭和16年9月10日 上野市         | 上野市                        | 上野市                  | 上野市                      | 上野市                      | 上野市                      | 平成16年11月1日 伊賀市 | 伊賀市 |
| 阿 拝 郡 | 朝屋村     | 朝屋村     | 朝屋村              | 長田村          | 長田村                      | 昭和16年9月10日 上野市         | 上野市                        | 上野市                  | 上野市                      | 上野市                      | 上野市                      | 平成16年11月1日 伊賀市 | 伊賀市 |
| 阿 拝 郡 | 西村       | 西村       | 西村                | 新居村          | 新居村                      | 昭和16年9月10日 上野市         | 上野市                        | 上野市                  | 上野市                      | 上野市                      | 上野市                      | 平成16年11月1日 伊賀市 | 伊賀市 |
| 阿 拝 郡 | 西山村     | 西山村     | 西山村              | 新居村          | 新居村                      | 昭和16年9月10日 上野市         | 上野市                        | 上野市                  | 上野市                      | 上野市                      | 上野市                      | 平成16年11月1日 伊賀市 | 伊賀市 |
| 阿 拝 郡 | 波野田村   | 波野田村   | 波野田村            | 新居村          | 新居村                      | 昭和16年9月10日 上野市         | 上野市                        | 上野市                  | 上野市                      | 上野市                      | 上野市                      | 平成16年11月1日 伊賀市 | 伊賀市 |
| 阿 拝 郡 | 東村       | 東村       | 東村                | 新居村          | 新居村                      | 昭和16年9月10日 上野市         | 上野市                        | 上野市                  | 上野市                      | 上野市                      | 上野市                      | 平成16年11月1日 伊賀市 | 伊賀市 |
| 阿 拝 郡 | 三田村     | 三田村     | 三田村              | 三田村          | 三田村                      | 昭和16年9月10日 上野市         | 上野市                        | 上野市                  | 上野市                      | 上野市                      | 上野市                      | 平成16年11月1日 伊賀市 | 伊賀市 |
| 阿 拝 郡 | 大谷村     | 大谷村     | 大谷村              | 三田村          | 三田村                      | 昭和16年9月10日 上野市         | 上野市                        | 上野市                  | 上野市                      | 上野市                      | 上野市                      | 平成16年11月1日 伊賀市 | 伊賀市 |
| 阿 拝 郡 | 野間村     | 野間村     | 野間村              | 三田村          | 三田村                      | 昭和16年9月10日 上野市         | 上野市                        | 上野市                  | 上野市                      | 上野市                      | 上野市                      | 平成16年11月1日 伊賀市 | 伊賀市 |
| 阿 拝 郡 | 外山村     | 外山村     | 外山村              | 府中村          | 府中村                      | 府中村                         | 昭和25年8月1日 上野市に編入   | 上野市                  | 上野市                      | 上野市                      | 上野市                      | 平成16年11月1日 伊賀市 | 伊賀市 |
| 阿 拝 郡 | 佐那具村   | 佐那具村   | 佐那具村            | 府中村          | 府中村                      | 府中村                         | 昭和25年8月1日 上野市に編入   | 上野市                  | 上野市                      | 上野市                      | 上野市                      | 平成16年11月1日 伊賀市 | 伊賀市 |
| 阿 拝 郡 | 千歳村     | 千歳村     | 千歳村              | 府中村          | 府中村                      | 府中村                         | 昭和25年8月1日 上野市に編入   | 上野市                  | 上野市                      | 上野市                      | 上野市                      | 平成16年11月1日 伊賀市 | 伊賀市 |
| 阿 拝 郡 | 一ノ宮村   | 一ノ宮村   | 一ノ宮村            | 府中村          | 府中村                      | 府中村                         | 昭和25年8月1日 上野市に編入   | 上野市                  | 上野市                      | 上野市                      | 上野市                      | 平成16年11月1日 伊賀市 | 伊賀市 |
| 阿 拝 郡 | 印代村     | 印代村     | 印代村              | 府中村          | 府中村                      | 府中村                         | 昭和25年8月1日 上野市に編入   | 上野市                  | 上野市                      | 上野市                      | 上野市                      | 平成16年11月1日 伊賀市 | 伊賀市 |
| 阿 拝 郡 | 服部村     | 服部村     | 服部村              | 府中村          | 府中村                      | 府中村                         | 昭和25年8月1日 上野市に編入   | 上野市                  | 上野市                      | 上野市                      | 上野市                      | 平成16年11月1日 伊賀市 | 伊賀市 |
| 阿 拝 郡 | 山神村     | 山神村     | 山神村              | 府中村          | 府中村                      | 府中村                         | 昭和25年8月1日 上野市に編入   | 上野市                  | 上野市                      | 上野市                      | 上野市                      | 平成16年11月1日 伊賀市 | 伊賀市 |
| 阿 拝 郡 | 土橋村     | 土橋村     | 土橋村              | 府中村          | 府中村                      | 府中村                         | 昭和25年8月1日 上野市に編入   | 上野市                  | 上野市                      | 上野市                      | 上野市                      | 平成16年11月1日 伊賀市 | 伊賀市 |
| 阿 拝 郡 | 西条村     | 西条村     | 西条村              | 府中村          | 府中村                      | 府中村                         | 昭和25年8月1日 上野市に編入   | 上野市                  | 上野市                      | 上野市                      | 上野市                      | 平成16年11月1日 伊賀市 | 伊賀市 |
| 阿 拝 郡 | 東条村     | 東条村     | 東条村              | 府中村          | 府中村                      | 府中村                         | 昭和25年8月1日 上野市に編入   | 上野市                  | 上野市                      | 上野市                      | 上野市                      | 平成16年11月1日 伊賀市 | 伊賀市 |
| 阿 拝 郡 | 坂之下村   | 坂之下村   | 坂之下村            | 府中村          | 府中村                      | 府中村                         | 昭和25年8月1日 上野市に編入   | 上野市                  | 上野市                      | 上野市                      | 上野市                      | 平成16年11月1日 伊賀市 | 伊賀市 |
| 阿 拝 郡 | 丸柱村     | 丸柱村     | 丸柱村              | 丸柱村          | 丸柱村                      | 丸柱村                         | 丸柱村                        | 丸柱村                  | 昭和30年2月1日 上野市に編入 | 上野市                      | 上野市                      | 平成16年11月1日 伊賀市 | 伊賀市 |
| 阿 拝 郡 | 音羽村     | 音羽村     | 音羽村              | 丸柱村          | 丸柱村                      | 丸柱村                         | 丸柱村                        | 丸柱村                  | 昭和30年2月1日 上野市に編入 | 上野市                      | 上野市                      | 平成16年11月1日 伊賀市 | 伊賀市 |
| 阿 拝 郡 | 比曽河内村 | 比曽河内村 | 比曽河内村          | 丸柱村          | 丸柱村                      | 丸柱村                         | 丸柱村                        | 丸柱村                  | 昭和30年2月1日 阿山村       | 阿山村                      | 昭和42年12月1日 町制 阿山町 | 平成16年11月1日 伊賀市 | 伊賀市 |
| 阿 拝 郡 | 馬田村     | 馬田村     | 馬田村              | 河合村          | 河合村                      | 河合村                         | 昭和29年10月1日 阿拝村        | 昭和29年12月20日 阿山村 | 昭和30年2月1日 阿山村       | 阿山村                      | 昭和42年12月1日 町制 阿山町 | 平成16年11月1日 伊賀市 | 伊賀市 |
| 阿 拝 郡 | 田中村     | 田中村     | 田中村              | 河合村          | 河合村                      | 河合村                         | 昭和29年10月1日 阿拝村        | 昭和29年12月20日 阿山村 | 昭和30年2月1日 阿山村       | 阿山村                      | 昭和42年12月1日 町制 阿山町 | 平成16年11月1日 伊賀市 | 伊賀市 |
| 阿 拝 郡 | 馬場村     | 馬場村     | 馬場村              | 河合村          | 河合村                      | 河合村                         | 昭和29年10月1日 阿拝村        | 昭和29年12月20日 阿山村 | 昭和30年2月1日 阿山村       | 阿山村                      | 昭和42年12月1日 町制 阿山町 | 平成16年11月1日 伊賀市 | 伊賀市 |
| 阿 拝 郡 | 川合村     | 川合村     | 川合村              | 河合村          | 河合村                      | 河合村                         | 昭和29年10月1日 阿拝村        | 昭和29年12月20日 阿山村 | 昭和30年2月1日 阿山村       | 阿山村                      | 昭和42年12月1日 町制 阿山町 | 平成16年11月1日 伊賀市 | 伊賀市 |
| 阿 拝 郡 | 石川村     | 石川村     | 石川村              | 河合村          | 河合村                      | 河合村                         | 昭和29年10月1日 阿拝村        | 昭和29年12月20日 阿山村 | 昭和30年2月1日 阿山村       | 阿山村                      | 昭和42年12月1日 町制 阿山町 | 平成16年11月1日 伊賀市 | 伊賀市 |
| 阿 拝 郡 | 波敷野村   | 波敷野村   | 波敷野村            | 河合村          | 河合村                      | 河合村                         | 昭和29年10月1日 阿拝村        | 昭和29年12月20日 阿山村 | 昭和30年2月1日 阿山村       | 阿山村                      | 昭和42年12月1日 町制 阿山町 | 平成16年11月1日 伊賀市 | 伊賀市 |
| 阿 拝 郡 | 千貝村     | 千貝村     | 千貝村              | 河合村          | 河合村                      | 河合村                         | 昭和29年10月1日 阿拝村        | 昭和29年12月20日 阿山村 | 昭和30年2月1日 阿山村       | 阿山村                      | 昭和42年12月1日 町制 阿山町 | 平成16年11月1日 伊賀市 | 伊賀市 |
| 阿 拝 郡 | 円徳院村   | 円徳院村   | 円徳院村            | 河合村          | 河合村                      | 河合村                         | 昭和29年10月1日 阿拝村        | 昭和29年12月20日 阿山村 | 昭和30年2月1日 阿山村       | 阿山村                      | 昭和42年12月1日 町制 阿山町 | 平成16年11月1日 伊賀市 | 伊賀市 |
| 阿 拝 郡 | 玉滝村     | 玉滝村     | 玉滝村              | 玉滝村          | 玉滝村                      | 玉滝村                         | 昭和29年10月1日 阿拝村        | 昭和29年12月20日 阿山村 | 昭和30年2月1日 阿山村       | 阿山村                      | 昭和42年12月1日 町制 阿山町 | 平成16年11月1日 伊賀市 | 伊賀市 |
| 阿 拝 郡 | 内保村     | 内保村     | 内保村              | 玉滝村          | 玉滝村                      | 玉滝村                         | 昭和29年10月1日 阿拝村        | 昭和29年12月20日 阿山村 | 昭和30年2月1日 阿山村       | 阿山村                      | 昭和42年12月1日 町制 阿山町 | 平成16年11月1日 伊賀市 | 伊賀市 |
| 阿 拝 郡 | 槇山村     | 槇山村     | 槇山村              | 玉滝村          | 玉滝村                      | 玉滝村                         | 昭和29年10月1日 阿拝村        | 昭和29年12月20日 阿山村 | 昭和30年2月1日 阿山村       | 阿山村                      | 昭和42年12月1日 町制 阿山町 | 平成16年11月1日 伊賀市 | 伊賀市 |
| 阿 拝 郡 | 東湯舟村   | 東湯舟村   | 東湯舟村            | 鞆田村          | 鞆田村                      | 鞆田村                         | 鞆田村                        | 昭和29年12月20日 阿山村 | 昭和30年2月1日 阿山村       | 阿山村                      | 昭和42年12月1日 町制 阿山町 | 平成16年11月1日 伊賀市 | 伊賀市 |
| 阿 拝 郡 | 西湯舟村   | 西湯舟村   | 西湯舟村            | 鞆田村          | 鞆田村                      | 鞆田村                         | 鞆田村                        | 昭和29年12月20日 阿山村 | 昭和30年2月1日 阿山村       | 阿山村                      | 昭和42年12月1日 町制 阿山町 | 平成16年11月1日 伊賀市 | 伊賀市 |
| 阿 拝 郡 | 中友田村   | 中友田村   | 中友田村            | 鞆田村          | 鞆田村                      | 鞆田村                         | 鞆田村                        | 昭和29年12月20日 阿山村 | 昭和30年2月1日 阿山村       | 阿山村                      | 昭和42年12月1日 町制 阿山町 | 平成16年11月1日 伊賀市 | 伊賀市 |
| 阿 拝 郡 | 上友田村   | 上友田村   | 上友田村            | 鞆田村          | 鞆田村                      | 鞆田村                         | 鞆田村                        | 昭和29年12月20日 阿山村 | 昭和30年2月1日 阿山村       | 阿山村                      | 昭和42年12月1日 町制 阿山町 | 平成16年11月1日 伊賀市 | 伊賀市 |
| 阿 拝 郡 | 下友田村   | 下友田村   | 下友田村            | 鞆田村          | 鞆田村                      | 鞆田村                         | 鞆田村                        | 昭和29年12月20日 阿山村 | 昭和30年2月1日 阿山村       | 阿山村                      | 昭和42年12月1日 町制 阿山町 | 平成16年11月1日 伊賀市 | 伊賀市 |
| 阿 拝 郡 | 小杉村     | 小杉村     | 小杉村              | 鞆田村          | 鞆田村                      | 鞆田村                         | 鞆田村                        | 昭和29年12月20日 阿山村 | 昭和30年2月1日 阿山村       | 昭和30年8月1日 柘植町に編入 | 昭和34年3月20日 伊賀町      | 平成16年11月1日 伊賀市 | 伊賀市 |
| 阿 拝 郡 | 上柘植村   | 上柘植村   | 上柘植村            | 東柘植村        | 東柘植村                    | 昭和17年7月1日 町制改称 柘植町 | 柘植町                        | 柘植町                  | 柘植町                      | 柘植町                      | 昭和34年3月20日 伊賀町      | 平成16年11月1日 伊賀市 | 伊賀市 |
| 阿 拝 郡 | 野村       | 野村       | 野村                | 東柘植村        | 東柘植村                    | 昭和17年7月1日 町制改称 柘植町 | 柘植町                        | 柘植町                  | 柘植町                      | 柘植町                      | 昭和34年3月20日 伊賀町      | 平成16年11月1日 伊賀市 | 伊賀市 |
| 阿 拝 郡 | 中柘植村   | 中柘植村   | 中柘植村            | 東柘植村        | 東柘植村                    | 昭和17年7月1日 町制改称 柘植町 | 柘植町                        | 柘植町                  | 柘植町                      | 柘植町                      | 昭和34年3月20日 伊賀町      | 平成16年11月1日 伊賀市 | 伊賀市 |
| 阿 拝 郡 | 上村       | 上村       | 上村                | 東柘植村        | 東柘植村                    | 昭和17年7月1日 町制改称 柘植町 | 柘植町                        | 柘植町                  | 柘植町                      | 柘植町                      | 昭和34年3月20日 伊賀町      | 平成16年11月1日 伊賀市 | 伊賀市 |
| 鈴 鹿 郡 | 加太村     | 一部       | 加太村              | 加太村          | 加太村                      | 加太村                         | 加太村                        | 加太村                  | 昭和30年4月17日 関町        | 昭和31年8月1日 柘植町に編入 | 昭和34年3月20日 伊賀町      | 平成16年11月1日 伊賀市 | 伊賀市 |
| 阿 拝 郡 | 下柘植村   | 下柘植村   | 下柘植村            | 西柘植村        | 西柘植村                    | 西柘植村                       | 西柘植村                      | 西柘植村                | 昭和30年1月1日 春日村       | 昭和30年1月1日 春日村       | 昭和34年3月20日 伊賀町      | 平成16年11月1日 伊賀市 | 伊賀市 |
| 阿 拝 郡 | 愛田村     | 愛田村     | 愛田村              | 西柘植村        | 西柘植村                    | 西柘植村                       | 西柘植村                      | 西柘植村                | 昭和30年1月1日 春日村       | 昭和30年1月1日 春日村       | 昭和34年3月20日 伊賀町      | 平成16年11月1日 伊賀市 | 伊賀市 |
| 阿 拝 郡 | 新堂村     | 新堂村     | 新堂村              | 西柘植村        | 西柘植村                    | 西柘植村                       | 西柘植村                      | 西柘植村                | 昭和30年1月1日 春日村       | 昭和30年1月1日 春日村       | 昭和34年3月20日 伊賀町      | 平成16年11月1日 伊賀市 | 伊賀市 |
| 阿 拝 郡 | 楯岡村     | 楯岡村     | 楯岡村              | 西柘植村        | 西柘植村                    | 西柘植村                       | 西柘植村                      | 西柘植村                | 昭和30年1月1日 春日村       | 昭和30年1月1日 春日村       | 昭和34年3月20日 伊賀町      | 平成16年11月1日 伊賀市 | 伊賀市 |
| 阿 拝 郡 | 御代村     | 御代村     | 御代村              | 西柘植村        | 西柘植村                    | 西柘植村                       | 西柘植村                      | 西柘植村                | 昭和30年1月1日 春日村       | 昭和30年1月1日 春日村       | 昭和34年3月20日 伊賀町      | 平成16年11月1日 伊賀市 | 伊賀市 |
| 阿 拝 郡 | 柏野村     | 柏野村     | 柏野村              | 西柘植村        | 西柘植村                    | 西柘植村                       | 西柘植村                      | 西柘植村                | 昭和30年1月1日 春日村       | 昭和30年1月1日 春日村       | 昭和34年3月20日 伊賀町      | 平成16年11月1日 伊賀市 | 伊賀市 |
| 阿 拝 郡 | 川東村     | 川東村     | 川東村              | 壬生野村        | 壬生野村                    | 壬生野村                       | 壬生野村                      | 壬生野村                | 昭和30年1月1日 春日村       | 昭和30年1月1日 春日村       | 昭和34年3月20日 伊賀町      | 平成16年11月1日 伊賀市 | 伊賀市 |
| 阿 拝 郡 | 山畑村     | 山畑村     | 山畑村              | 壬生野村        | 壬生野村                    | 壬生野村                       | 壬生野村                      | 壬生野村                | 昭和30年1月1日 春日村       | 昭和30年1月1日 春日村       | 昭和34年3月20日 伊賀町      | 平成16年11月1日 伊賀市 | 伊賀市 |
| 阿 拝 郡 | 川西村     | 川西村     | 川西村              | 壬生野村        | 壬生野村                    | 壬生野村                       | 壬生野村                      | 壬生野村                | 昭和30年1月1日 春日村       | 昭和30年1月1日 春日村       | 昭和34年3月20日 伊賀町      | 平成16年11月1日 伊賀市 | 伊賀市 |
| 阿 拝 郡 | 西之沢村   | 西之沢村   | 西之沢村            | 壬生野村        | 壬生野村                    | 壬生野村                       | 壬生野村                      | 壬生野村                | 昭和30年1月1日 春日村       | 昭和30年1月1日 春日村       | 昭和34年3月20日 伊賀町      | 平成16年11月1日 伊賀市 | 伊賀市 |
| 阿 拝 郡 | 島ヶ原村   | 島ヶ原村   | 島ヶ原村            | 島ヶ原村        | 島ヶ原村                    | 島ヶ原村                       | 島ヶ原村                      | 島ヶ原村                | 島ヶ原村                    | 島ヶ原村                    | 島ヶ原村                    | 平成16年11月1日 伊賀市 | 伊賀市 |

## 行政
歴代郡長
| 代 | 氏名         | 就任年月日                | 退任年月日                | 備考                   |
| -- | ------------ | ------------------------- | ------------------------- | ---------------------- |
| 1  | 八尾信夫     | 明治29年（1896年）4月1日  |                           |                        |
| 2  | 川田茂通     | 明治35年（1902年）        |                           |                        |
| 3  | 岡耕三郎     | 明治35年（1902年）        |                           |                        |
| 4  | 八尾信夫     | 明治43年（1910年）        |                           |                        |
| 5  | 浜田盛義     | 明治45年（1912年）        |                           |                        |
| 6  | 石井義忱     | 大正4年（1915年）         |                           |                        |
| 7  | 立花実太郎   | 大正6年（1917年）         |                           |                        |
| 8  | 光田信       | 大正8年（1919年）12月3日  |                           |                        |
| 9  | 鎌田千代之助 | 大正12年（1923年）2月17日 | 大正15年（1926年）6月30日 | 郡役所廃止により、廃官 |